# Intranet Chat
Intranet Chat — компьютерная программа, предназначенная для обмена сообщениями между компьютерами, объединёнными в локальную сеть, в среде Windows. Имеется опыт успешного использования программы в среде GNU/Linux с помощью Wine. Автор — Александр Ворожун.

## Возможности
Intranet Chat прост в установке и настройке, обладает эстетичным и несложным интерфейсом, что вызвало симпатии многих пользователей.
Позволяет:
- отправлять сообщения в общий чат;
- создавать линии и каналы (отдельные комнаты, в целом аналогичные общему чату, вход в которые можно ограничить паролем);
- посылать личные сообщения выбранному пользователю (а также группе пользователей). Личные сообщения могут появляться у адресатов либо в окне общего чата (при этом они выделяются цветом), либо в отдельном всплывающем окне;
- вести личный чат между двумя пользователями в отдельном окне;
- размещать сообщения на доске объявлений.

Имеется возможность устанавливать различные статусы (в том числе автоматически) — «Меня нет», «Не беспокоить», игнорировать сообщения от отдельных пользователей, устанавливать предупреждения на вход в чат определённых участников и др.
Работа в односегментной сети может производиться без выделенного сервера, через Windows MailSlots. Есть также сервер для работы в многосегментных сетях и Интернете. Существуют версии сервера для GNU/Linux и FreeBSD, что позволяет использовать iChat в гетерогенных сетях.
Интерфейс чата, помимо русского, поддерживает чешский, датский, английский, французский, немецкий, венгерский, польский, словацкий, испанский, шведский, португальский, белорусский, литовский, румынский и украинский языки.
Программа, однако, обладает и недостатками: шифрование данных при передаче слабое, что делает возможным подмену ников в сообщениях, смену чужих ников, флуд. Также многие пользователи высказывали недовольство ограниченным набором «украшений», особенно графических смайликов.

## Клоны и аналоги
С конца 2002 г. автор практически прекратил разработку новых версий программы, несмотря на её большую популярность в тот период. Завершение разработки привело к тому, что некоторые программисты стали разрабатывать собственные клоны Intranet Chat. Процесс был осложнён тем, что автор никогда не публиковал исходных кодов программы и спецификаций протокола, однако эту информацию создатели клонов получили посредством обратной разработки, в силу достаточной простоты программы. В настоящее время в состоянии достаточной зрелости и активной разработки находится проект-клон DreamChat. С 4 марта 2007 г. он переведён в разряд открытого программного обеспечения и доступен для скачивания с SourceForge.net).
Популярность Intranet Chat также привела к появлению клиентов ChIRC и RealChat, предназначенных для работы с более совершенным и безопасным IRC протоколом. Интерфейс ChIRC и RealChat сделан похожим на Intranet Chat. Кроме того, RealChat версии 0.3 и выше поддерживает протокол Intranet Chat.
Кроме того, разработчиком, выступающим под ником GooD-NTS, была создана независимая программа под названием Intranetov Chat, которая, согласно автору, не имеет ничего общего с Intranet Chat А. Ворожуна. В настоящее время она переименована в ViChat.